# Charles McMurtrie
Charles Herbert McMurtrie (Orange (Australië), 1 mei 1878 - Burwood, 9 augustus 1951) was een Australisch rugbyspeler.

## Carrière
Tijdens de Olympische Zomerspelen 1908 werd hij met de Australazië ploeg olympisch kampioen. McMurtrie speelde als voorwaarts.

## Erelijst

### Met Australazië
- Olympische Zomerspelen:  1908